# Wout van Aert
Wout van Aert (ur. 15 września 1994 w Herentals) – belgijski kolarz przełajowy i szosowy, dwukrotny medalista olimpijski, wielokrotny medalista mistrzostw świata oraz zdobywca Pucharu Świata.

## Kariera
Pierwszy sukces w karierze Wout Van Aert osiągnął w 2012 roku, kiedy zdobył srebrny medal w kategorii juniorów podczas przełajowych mistrzostw świata w Koksijde. Rok później, w kategorii U-23, zajął trzecie miejsce na mistrzostwach świata w Louisville, a podczas rozgrywanych w 2014 roku mistrzostw świata w Hoogerheide był najlepszy. W kategorii elite pierwszy medal zdobył na mistrzostwach świata w Taborze, gdzie był drugi, przegrywając tylko z Mathieu van der Poelem z Holandii. Na mistrzostwach świata w Zolder w 2016 roku zwyciężył, wyprzedzając Holendra Larsa van der Haara i swego rodaka, Kevina Pauwelsa. Ponadto w sezonie 2015/2016 zwyciężył w klasyfikacji generalnej Pucharu Świata w kolarstwie przełajowym.

## Najważniejsze osiągnięcia

### Kolarstwo szosowe
2012
- 4. miejsce w Sint-Martinusprijs Kontich

2014
- 8. miejsce w Ster ZLM Toer

2015
- 4. miejsce w Omloop Het Nieuwsblad U23
- 4. miejsce w Grote Prijs Jef Scherens

2016
- 8. miejsce w Belgium Tour
  - 1. miejsce w prologu
- 4. miejsce w Grand Prix Cerami
- 2. miejsce w Dwars door het Hageland
- 1. miejsce w Schaal Sels

2017
- 10. miejsce w Belgium Tour
- 1. miejsce w Ronde van Limburg
- 1. miejsce w Bruges Cycling Classic
- 1. miejsce w Grand Prix Cerami
- 2. miejsce w Rad am Ring
- 3. miejsce w Dwars door het Hageland
- 2. miejsce w Schaal Sels

2018
- 3. miejsce w Strade Bianche
- 10. miejsce w Gandawa-Wevelgem
- 9. miejsce w Ronde van Vlaanderen
- 1. miejsce w Post Danmark Rundt
  - 1. miejsce na 2. etapie
- 3. miejsce w wyścigu ze startu wspólnego w mistrzostwach Europy
- 8. miejsce w Antwerp Port Epic

2019
- 3. miejsce w Strade Bianche
- 6. miejsce w Mediolan–San Remo
- 2. miejsce w E3 BinckBank Classic
- 1. miejsce w klasyfikacji punktowej Critérium du Dauphiné
  - 1. miejsce na 4. (jazda ind. na czas) i 5. etapie
- 1. miejsce na 2. (jazda druż. na czas) i 10. etapie Tour de France

2020
- 1. miejsce w Strade Bianche
- 3. miejsce w Mediolan-Turyn
- 1. miejsce w Mediolan-San Remo
- 1. miejsce w klasyfikacji punktowej Critérium du Dauphiné
  - 1. miejsce na 1. etapie
- 1. miejsce na 5. i 7. etapie Tour de France
- 2. miejsce w mistrzostwach świata (start wspólny)
- 2. miejsce w mistrzostwach świata (jazda indywidualna na czas)
- 2. miejsce w Ronde van Vlaanderen

2021
- 2. miejsce w Tirreno-Adriático
  - 1. miejsce w klasyfikacji punktowej
  - 1. miejsce na 1. i 7. etapie
- 3. miejsce w Mediolan-San Remo
- 1. miejsce w Gandawa-Wevelgem
- 2. miejsce w Brabantse Pijl
- 1. miejsce w Amstel Gold Race
- 1. miejsce w mistrzostwach Belgii (start wspólny)
- 1. miejsce na 11., 20. i 21. etapie Tour de France
- 2. miejsce w letnich igrzyskach olimpijskich (start wspólny)
- 1. miejsce w Tour of Britain
  - 1. miejsce na 1., 4., 6. i 8. etapie
- 2. miejsce w mistrzostwach świata (jazda indywidualna na czas)

2022
- 1. miejsce w Omloop Het Nieuwsblad
- 1. miejsce w klasyfikacji punktowej Paryż-Nicea
  - 1. miejsce na 4. etapie
- 1. miejsce w E3 Saxo Bank Classic
- 2. miejsce w Paryż-Roubaix
- 3. miejsce w Liège-Bastogne-Liège
- 1. miejsce w klasyfikacji punktowej Critérium du Dauphiné
  - 1. miejsce na 1. i 5. etapie
- 1. miejsce w klasyfikacji punktowej Tour de France
  - 1. miejsce w klasyfikacji najaktywniejszych
  - 1. miejsce na 4., 8. i 20. etapie
- 2. miejsce w Cyclassics Hamburg
- 1. miejsce w Bretagne Classic Ouest-France
- 2. miejsce w Grand Prix Cycliste de Montréal

2023
- 3. miejsce w Mediolan-San Remo
- 1. miejsce w E3 Saxo Classic
- 2. miejsce w Gandawa-Wevelgem
- 3. miejsce w Paryż-Roubaix
- 1. miejsce w klasyfikacji punktowej Tour de Suisse
- 2. miejsce w mistrzostwach świata (start wspólny)
- 2. miejsce w mistrzostwach Europy (start wspólny)

2024
- 1. miejsce na 3. etapie Volta ao Algarve
- 3. miejsce w Omloop Het Nieuwsblad
- 1. miejsce w Kuurne-Brussel-Kuurne
- 3. miejsce w E3 Saxo Classic
- 3. miejsce w igrzyskach olimpijskich (jazda indywidualna na czas)
- 1. miejsce na 3. etapie Vuelta a España

## Rankingi

### Kolarstwo szosowe
| Rok             | 2014 | 2015 | 2016 | 2017 | 2018 | 2019 | 2020 | 2021 | 2022 | 2023 | 2024 |
| --------------- | ---- | ---- | ---- | ---- | ---- | ---- | ---- | ---- | ---- | ---- | ---- |
| World Ranking   |      |      | 188. | 86.  | 74.  | 37.  | 3.   | 2.   | 2.   | 5.   | 10.  |
| UCI Europe Tour | 836. | 425. | 62.  | 11.  | 47.  | 27.  | 3.   | 2.   | 2.   | 5.   | 8.   |
|                 |      |      |      |      |      |      |      |      |      |      |      |
| Źródło: UCI     |      |      |      |      |      |      |      |      |      |      |      |